# ایویتسا اوسیم
ایویتسا اوسیم (بوسنیایی: Ivica Osim؛ زادهٔ ۶ مهٔ ۱۹۴۱ – ۱ مهٔ ۲۰۲۲) بازیکن و مربی فوتبال اهل یوگسلاوی - بوسنی بود.
وی سابقه عضویت در تیم‌هایی همچون ژلیزنیچار سارایوو، استراسبورگ و والنسین و همچنین ۱۶ بازی برای تیم ملی فوتبال یوگسلاوی در کارنامه دارد. اوسیم سرمربی کشور یوگسلاوی در جام جهانی فوتبال ۱۹۹۰ و بازی‌های المپیک تابستانی ۱۹۸۸ بود.
ایویتسا اوسیم یکی از سرمربیان نام‌آشنا در دهه ۱۹۸۰ و ۱۹۹۰ میلادی به‌شمار می‌رفت که در آن برهه هدایت تیم‌های مهمی را برعهده گرفت، از تیم‌های باشگاهی چون پارتیزان، پاناتینایکوس و اشتورم گراتس تا هدایت تیم ملی یوگسلاوی.
اوسیم در دوران بازی بخشی مهمی از روزگار فوتبالی خود را در باشگاه ژلیزنیچار سارایوو بوسنی گذراند و در باشگاه فرانسوی استراسبورگ به روزگار بازی خود پایان داد.
این سرمربی کهنه‌کار بوسنیایی که در فاصله سال‌های ۱۹۹۴ تا ۲۰۰۲ سکاندار تیم اشتورم گراتس بود، سابقه همکاری با مهرداد میناوند را دارد. میناوند با اوسیم چهار بار قهرمان اتریش شد و در لیگ قهرمانان اروپا بازی کرد.
اوسیم در سن ۸۰ سالگی دارفانی را وداع کرد؛ شایان ذکر است که آخرین تجربه مربیگری او در سال ۲۰۰۷ در قاره آسیا و در تیم ملی ژاپن بود.